# Seznam postav z Harryho Pottera
Toto je seznam postav ze světa Harryho Pottera. Svět zahrnuje knihy, filmy i počítačové hry o Harrym Potterovi napsané Joanne K. Rowlingovou či vytvořené na základě jejích knih. Postavy v seznamu představují jak lidi, tak i nelidi, zvířata, případně také auto či vrbu.

## Postavy podle příjmení
Seznam je řazený abecedně dle příjmení postavy v českém překladu.

### A
- Hannah Abbottová (Hannah Abbott) – studentka z koleje Mrzimoru v ročníku Harryho Pottera, v 5. ročníku prefektka Mrzimoru, členka Brumbálovy armády (vystupuje poprvé v 1. knize a ve 2. filmu, také ve hrách)[1]
- Euan Abercrombie – nastoupil do Školy čar a kouzel v době, kdy byl Harry Potter v pátém ročníku, jako abecedně první byl zařazen Moudrým kloboukem do Nebelvíru (vystupuje jen v 5. knize, ve filmech se neobjevuje)[2]
- Stewart Ackerley – student Havraspáru, čistokrevný kouzelník[zdroj?], nastoupil do školy v době, kdy byl Harry Potter ve čtvrtém ročníku (vystupuje jen ve 4. knize, ve filmech se neobjevuje)[3]
- Falco Aesalon – starověký řecký zvěromág (vyskytuje se ve hře)[4]
- Arkie Alderton – absolvent Školy čar a kouzel, konstruktér košťat pro famfrpál (zmíněn jen v 7. knize, ve filmech se neobjevuje)[5]
- Orion Amari - kapitàn týmu ve hře Harry Potter: Hogwarts Mystery
- Bertram Aubrey – student Školy čar a kouzel ze 70. let, vrstevník Harryho otce Jamese Pottera (zmíněn jen v 6. knize, ve filmech se neobjevuje)[6]
- Avery (Avery Sr.) – někdejší spolužák Toma Raddla, jeden z prvních Smrtijedů (objevuje se ve flashbacích v 6. knize i v 6. filmu, také ve hře)[7]
- Avery mladší (Avery Jr.) – někdejší student Zmijozelu ze 70. let, kamarád Severuse Snapea, po absolvování Školy čar a kouzel jeden ze Smrtijedů (vystupuje poprvé ve 4. knize i ve 4. filmu)[8]

### B
- Bane – kentaur v Zapovězeném lese
- Bathsheda Babblingová
- Malcolm Baddock
- Millicent Bagnoldová
- Batylda Bagshotová
- Ali Bašír
- Bard Beedle
- Barnabáš Blouznivý
- Flavius Belby
- Damokles Belby
- Marcus Belby
- Katie Bellová
- Amy Bensonová
- Cuthbert Binns
- Dennis Bishop
- Alphard Black
- Arcturus Black I.
- Arcturus Black II.
- Arcturus Black III.
- Cygnus Black I.
- Cygnus Black II.
- Cygnus Black III.
- Marius Black
- Orion Black
- Phineas Black
- Phineas Nigellus Black
- Pollux Black
- Regulus Black I.
- Regulus Arcturus Black
- Sirius Black I.
- Sirius Black II.
- Sirius Black
- Eduardus Limette Black
- Andromeda Blacková – viz Andromeda Tonksová
- Belatrix Blacková – viz Belatrix Lestrangeová
- Belvina Blacková – viz Belvina Burkeová
- Callidora Blacková – viz Callidora Longbottomová
- Cassiopeia Blacková
- Cedrella Blacková – viz Cedrella Weasleyová
- Dorea Blacková – viz Dorea Potterová
- Lycoris Blacková
- Druella Blacková
- Elladora Blacková
- Hesper Blacková
- Charis Blacková – viz Charis Skrková
- Irma Blacková
- Isla Blacková – viz Isla Hitchensová
- Lucretia Blacková – viz Lucretia Prewettová
- Lysandra Blacková
- Melania Blacková
- Narcisa Blacková – viz Narcisa Malfoyová
- Ursula Blacková
- Violleta Blacková
- Walburga Blacková
- Hesper Blacková (časný člen)
- Alexia Walkin Blacková
- Miles Bletchley
- Stubby Boardman
- Melinda Bobbinová
- Broderick Bode
- Lucian Bole
- Pierre Bonaccord
- Edgar Bones
- Amélie Bonesová
- Susan Bonesová
- Serafina Bonesová
- Terry Boot
- Borgin
- Ernie Bourák
- Bradley
- Eleanor Branstoneová
- Betty Braithwaiteová
- Ballador Bright
- Mandy Brocklehurstová
- Rupert "Anarchista" Brookstanton
- Rufus Brousek
- Levandule Brownová
- Aberforth Brumbál
- Albus Brumbál – ředitel Bradavic
- Percival Brumbál
- Ariana Brumbálová
- Kendra Brumbálová
- Libacius Brutnák
- Frank Bryce
- Pius Břichnáč
- Millicent Bullstrodeová
- Violleta Bullstrodeová – viz Violleta Blacková
- Rosalinda Antigona Bungsová
- Charity Burbageová
- Herbert Burke
- Belvina Burkeová
- Caractacus Burke

### C
- sir Cadogan
- Cadwallader
- Eddie Carmichael
- Amycus Carrow
- Alekta Carrowová
- Alfred Cattermole
- Reginald Cattermole
- Ellie Cattermoleová
- Maisie Cattermoleová
- Mary Elizabeth Cattermoleová
- Owen Cauldwell
- Penelopa Clearwaterová
- Angelica Coleová - nebelvírská prefektka
- Coleová
- Conolly
- Ritchie Coote
- Ben Copper - pochází z mudlovské rodiny
- Michael Corner
- Irma Crabbeová – viz Irma Blacková
- Vincent Crabbe
- Crabbe
- Colin Creevey
- Dennis Creevey
- Creevey
- Dirk Cresswell
- Doris Crockfordová
- Barnabáš Cuffe
- Emeric Cvak

### Č
- Vilemína Červotočková

### D
- Hektor Dagworth-Granger
- Chester Davies - havraspárský prefekt
- Roger Davies
- Dawlish John – bystrozor, v pátém díle je přítomen u pokusů o zatčení Brumbála a Hagrida. V sedmém díle dá Smrtijedům díky matoucímu kouzlu Snapea falešné informace o Harryho přesunu od Dursleyových. Později je poslán, aby zajal Augustu Longbottomovou, ale po útoku skončí u svatého Munga.
- Caradoc Dearborn
- Monsieur Delacour
- Apolline Delacourová
- Fleur Delacourová
- Gabrielle Delacourová
- sir Patrick Delaney-Podmore
- Peregrine Derrick
- Dylisa Derwentová
- Barnabáš Deverill
- Amos Diggory
- Cedric Diggory
- Diggoryová
- Ivor Dillonsby
- Vasily Dimitrov
- Harold Dingle
- Armando Dippet
- Emma Dobbsová
- Antonin Dolohov
- Elfias Dóže – Poprvé se vyskytuje v pátém díle, kde pomáhá s Harryho převozem do hl. štábu Fénixova řádu. Podle knihy je to starší čaroděj se sípavým hlasem s rozčepýřenými bílými vlasy. V sedmém díle je na svatbě Billa a Fleur. Byl velký přítel Albuse Brumbála a po jeho smrti o něm napsal článek do Denního věštce. Když chtěla Rita Holoubková po něm drby o Brumbálovi, tvrdě ji odbyl, za což se mu Holoubková mstila. Na svatbě Billa a Fleur se pohádal s tetičkou Muriel o Brumbálovi.
- Dudley Dursley
- Vernon Dursley
- Marge Dursleyová
- Petunie Dursleyová

### E
- Marrieta Edgecombeová
- Mark Evans
- Lily Evansová – viz Lily Potterová
- Petunie Evansová – viz Petunie Dursleyová
- Everard – bývalý ředitel Bradavic

### F
- S. Fawcettová – studentka Havraspáru
- Benjy Fenwick
- Arabela Figgová
- Argus Filch
- Justin Finch-Fletchley
- Seamus Finnigan
- Finniganová
- Firenze – kentaur ze Zapovězeného lesa. Od pátého ročníku učil jasnovidectví v Bradavicích
- Nicolas Flamel
- Perenella Flamelová
- Mundungus Fletcher
- Marcus Flint
- Ursula Flintová – viz Ursula Blacková
- Ambrosius Flume – vlastník Medového ráje
- Dexter Fortescue – bývalý ředitel Bradavic
- Florean Fortescue – majitel zmrzlinářství na Příčné ulici, pomohl Harrymu sepsat esej Upalování čarodějnic ve čtrnáctém století, poté byl unesen Smrtijedy a zemřel v roce 1996
- Vicky Frobisherová – pokoušela se v roce 1995 o místo brankáře nebelvírského famfrpálového týmu
- Fubster – plukovník, přítel Marge Dursleyové

### G
- Hesper Gampová – viz Hesper Blacková
- Morfin Gaunt
- Rojvol Gaunt
- Meropa Gauntová
- Gibbon -Smrtijed, napaden v Bradavicích, zabit omylem dalším Smrtijedem Thorfinnem Rowlem
- Hereward Godelot – majitel bezové hůlky, kvůli ní zavraždil svého otce
- Godelot – majitel bezové hůlky, zavražděn svým synem Herewardem
- Anthony Goldstein
- Dragomir Gorgovič – střelec Kudleyských kanonýrů
- Gregory Goyle
- Goyle – smrtijed, otec Gregoryho Goyla, bojoval v roce 1996 na ministerstvu
- Granger – otec Hermiony Grangerové, mudlovský zubař
- Grangerová – matka Hermiony Grangerové, mudlovská zubařka
- Hermiona Grangerová
- Astoria Greengrassová – viz Astoria Malfoyová
- Dafné Greengrassová – zmijozelská studentka, která nastoupila v roce 1991
- Gregorovič
- Gellert Grindelwald
- Davey Gudgeon – student, který měl podle Lupina málem přijít o oko při hrách s vrbou mlátičkou
- Gladys Gudgeonová – fanynka Zlatoslava Lockharta

### H
- Rubeus Hagrid
- Ciceron Harkiss – člen Křikova klubu
- Harper – chytač zmijozelského famfrpálového týmu ve školním roce 1996/97
- Helena z Havraspáru
- Rowena z Havraspáru
- Penny Haywoodová - nejpopulárnější čarodějka na škole, ví o všem, co se děje
- Bertie Higgs – člen Křikova klubu
- Terence Higgs – zmijozelský chytač
- Bob Hitchens – manžel Isly Hitchensové, mudla
- Isla Hitchensová – vyškrtnuta z rodokmenu Blacků, protože si vzala mudlu Boba Hitchense
- Rita Holoubková
- Rolanda Hoochová – profesorka létání, rozhodčí famfrpálových zápasů, byla popisována jako učitelka s orlíma očima
- Geoffrey Hooper – pokoušel se v roce 1995 o místo brankáře nebelvírského famfrpálového týmu
- Mafalda Hopkirková – pracuje v oddělení nepatřičného užívání kouzel, odesílá dopisy nezletilým kouzelníkům, kteří kouzlili. V sedmém díle Hermiona použije její vlas do mnoholičného lektvaru, aby se dostala na ministerstvo.
- Olivie Hornbyová – studentka, která se smála Ufňukané Uršule kvůli jejím brýlím
- Arnold Hrachorád – zaměstnanec útvaru pro nápravu nevydařených kouzel
- Hrdonožka – bystrozor

### Ch
- Chambers – střelec havraspárského famfrpálového týmu
- Cho Changová
- Herbert Chorley – služebně nejmladší mudlovský ministr

### I
- Imago Inigo – autor Orákula snů, podle kterého vyučovala jasnovidectví S. Trelawneyová
- Huginn Ironcliff – bystrozor, zabit při tajné akci při první kouzelnické válce
- Ivanovová – střelkyně bulharského famfrpálového týmu

### J
- Cuthbert Jakopec – vedoucí odboru pro styk se skřety ve čtvrtém díle
- Miranda Jestřábová – autorka Příruček kouzelných slov a zaklínadel
- Angelina Johnsonová
- Gwenog Jonesová – Narozena 1968, kapitánka Hollyheadských harpyjí na pozici odrážeče. Po hře ráda relaxovala s přáteli, popíjela máslové pivo (surovinami na výrobu jsou 3: Anglicky Sugar shrub, Mallowsweat a Moondew) a poslouchala The Weird Sisters (členové kluci Myron Wagtail, Orsino Thruston, Kirley Duke). Členka Křiklanova klubu, studovala v Bradavicích (1979-1986).
- Hestia Jonesová – Byla členkou "Advance Guard" od roku 1995. Spolu s Dedalusem Kopálem chrání v sedmém díle Dursleyovy. Zúčastnila se Bitvy o Bradavice, bitvu přežila.
- Lee Jordan
- Berta Jorkinsová
- Jugson – jeden ze Smrtijedů, kteří bojovali v roce 1996 na ministerstvu na odboru záhad. Po boji zajat a umístěn do Azkabanu. Je pravděpodobné, že v roce 1997 utekl a zúčastnil se mimo jiné Bitvy o Bradavice. Byl buď zajat, nebo zemřel v bitvě.

### K
- Igor Karkarov
- Silvanus Kettleburn – profesor péče o kouzelné tvory před Hagridem (do roku 1993), uveden ve třetím díle, kdy Brumbál říká, že odešel na odpočinek, aby se staral o své zbývající končetiny
- Rowan Khanna/ová - 1. student, se kterým se setká hráč hry Harry Potter: Hogwarts Mystery, holka/kluk, podle pohlaví hráče, jsou i na stejné koleji
- Andrew Kirk – po odchodu Weasleyových dvojčat odrážec famfrpálového týmu
- Dedalus Kopál – několikrát potkal Harryho než vyšlo najevo, že je členem Řádu, byl ochráncem Dursleyových, když se skryli v sedmém díle
- Z. Kopřivová – čarodějka, které pomohl kurz Rychločar
- Krákora – zaměstnanec odboru záhad
- Filius Kratiknot
- Viktor Krum
- Horacio Křiklan
- Wilkie Křížek – profesor přemisťování vyslaný ministerstvem do Bradavic
- Jane Kurtová - mrzimorská prefektka

### L
- Xenofilius Láskorád
- Lenka Láskorádová
- Pandora Láskorádová – matka Lenky, zemřela, když jí bylo 9
- Rabastan Lestrange – mladší bratr Rodolfuse, švagr Belatrix, vězněn v Azkabanu za umučení bytrozorů Franka a Alice Longbottomových
- Rodolfus Lestrange – manžel Belatrix, vězněn v Azkabanu za umučení bytrozorů Franka a Alice Longbottomových
- Belatrix Lestrangeová
- Levski – střelec bulharského famfrpálového mužstva
- Day Llewellyn – vedoucí oživovací sekce u svatého Munga
- Chiara Lobosca - mrzimorská studentka se stříbrnými vlasy, vlkodlak
- Zlatoslav Lockhart
- Frank Longbottom
- Harfang Longbottom – manžel Callidory Longbottomové, pravděpodobně předek Nevilla
- Neville Longbottom
- Alice Longbottomová
- Augusta Longbottomová
- Callidora Longbottomová
- Hannah Longbottomová – viz Hannah Abbottová
- Dorcas Loučková – jediný známý člen Řádu kromě Lily a Jamese Potterových, který byl zabit osobně Voldemortem
- Lupin – otec Remuse Lupina, nepohodl se s Šedohřbetem a ten kvůli tomu napadl Remuse Lupina a udělal z něj vlkodlaka
- Remus Lupin
- Teddy Lupin
- Nymfadora Lupinová – viz Nymfadora Tonksová
- Lupinová – matka Remuse Lupina
- Lynch Aidan – chytač irského famfrpálového mužstva

### M
- Mary MacDonaldová – napadena Mulciberem
- Morag MacDougal – student ve stejném ročníku jako Harry
- Ernie Macmillan
- Melania Macmillanová – viz Melania Blacková
- Pippa Macmillanová - nebelvírská studentka ve třetím ročníku
- Walden Macnair
- Laura Madleyová – studentka Mrzimoru, která začala v roce 1994
- Dennis Malcolm – kamarád Dudleye Dursleyho
- madam Malkinová – majitelka obchodu s hábity v Příčné ulici
- Abraxas Malfoy – děd Draca Malfoye, přítel Horacia Křiklana
- Draco Malfoy
- Lucius Malfoy
- Scorpius Malfoy – syn Draca a Astorie Malfoyové
- Astoria Malfoyová – manželka Draca Malfoye, matka Scorpiuse Malfoye, sestra Dafné Greengrassové
- Narcisa Malfoyová
- Griselda Marchbanksová – stará čarodějka, která na protest rezignovala ze svého postu ve Starostolci. Je zkoušející u NKÚ, zkoušela již Brumbála, později i Harryho.
- madam Marshová – cestující Záchranného autobusu
- Mason – host Dursleyových
- Masonová – host Dursleyových
- Olympa Maxime
- Natalie McDonaldová – spolu s Nicolasem Flamelem jediná reálná postava v sérii, jde o dívku, která zemřela na leukémii dříve, než jí JKR stačila odpovědět na dopis, studentka Nebelvíru, která začala v roce 1994
- Minerva McGonagallová
- Jim McGuffin – mudlovský moderátor počasí v roce 1991
- Marlene McKinnonová – členka původního Fénixova řádu
- Cormac McLaggen
- Murphy McNully, zkráceně McNully - famfrpálový komentátor
- Araminta Medová – sestřenice Walburgy Blackové, chtěla na ministerstvu prosadit zákon, který by povoloval lovení mudlů
- Galatea Merrythoughtová – profesorka obrany proti černé maggi v době, kdy Bradavice navštěvoval Tom Rojvol Raddle
- Eloise Midgeonová – studentka Bradavic během Harryho studia
- Montague – chytač zmijozelského famfrpálového týmu, nahradil Flinta na místě kapitána
- sestry Montgomeryovy – studentky Bradavic, jejich bratra pokousal vlkodlak Fenrir Šedohřbet
- Alastor "Pošuk" Moody
- Moon – student ve stejném ročníku jako Harry
- Moranová – střelkyně irského famfrpálového mužstva
- Helga z Mrzimoru
- Mulciber – Smrtijed, odborník na kletbu imperius, donutil spoustu lidí, aby páchali strašlivé věci
- Mulletová – střelkyně irského famfrpálového mužstva
- Erik Munch – člen kouzelnické Bezpečnostní stráže Ministerstva kouzel
- Hasan Mustafa – rozhodčí finálového zápasu na MS ve famfrpálu

### N
- Godrik Nebelvír
- Theodore Nott
- Nott – Smrtijed, vdovec, otec Theodora Notta, v pátém díle bojoval na ministerstvu kouzel
- Nottová – matka Theodora Notta, zemřela krátce po jeho narození
- Paní Norrisová

### O
- Bob Ogden – Brumbál použil jeho vzpomínku, aby ukázal Harrymu Gauntovi, které Ogden navštívil. Pracoval na odboru pro uplatňování kouzelnických zákonů.
- Tiberius Ogden – člen Starostolce, který rezignoval na protest proti Brumbálovu odvolání
- Ogg – bradavický hajný před Hagridem ještě v době, kdy školu navštěvovala Molly Weasleyová
- Ollivander

### P
- madam Pacinková – majitelka podniku pro zamilované v Prasinkách
- Janus Paklíč – je po něm pojmenováno oddělení u svatého Munga
- Skye Parkinová - vášnivá famfrpálová hráčka, vždy na něj myslí, její rodina (její otec Ethan Parkin je famfrpálovou legendou) založila v roce 1422 tým Wigtownští tuláci a vynalezla manévr zvaný Parkinovská pinzeta
- Pansy Parkinsonová
- Kingsley Pastorek
- Padma Patilová
- Parvati Patilová
- Finn Patron – bystrozor, zabit v bitvě o Bradavice
- Payne – správce kempu na MS ve famfrpálu
- Jimmy Peakes – odrážeč nebelvírského famfrpálového týmu v šestém díle, o 3 roky mladší než Harry
- Oktávius Pepřec – zmizelý v šestém díle
- Sally-Anne Perksová – studentka ve stejném ročníku jako Harry
- Petr Pettigrew
- Antioch Peverell
- Cadmus Peverell
- Ignotus Peverell
- Bernie Pillsworth – zaměstnanec Ministerstva kouzel
- Irma Pinceová – neurotická knihovnice, snaží se chránit knihy před studenty, každého, kdo se v knihovně chová nevhodně, vykáže a chce, aby v knihovně bylo ticho
- Poljakov – student Kruvalu, který s ostatními navštívil Bradavice při Turnaji
- Piers Polkiss – kamarád Dudleye Dursleyho, který s ním byl na jeho narozeninách v zoo v prvním díle
- Roddy Pontner – vsadil se na MS ve famfrpálu s Ludem Pytlounem, že dá Bulharsko jako první gól
- Poppy Pomfreyová
- Krutoslav Poskřipec – vynálezce klystýrové kletby (1612-1697)
- Kornelius Osvald Popletal
- Albus Severus Potter
- Harry James Potter
- Charlus Potter – manžel Dorey Potterové, předek Potterových
- James Potter
- James Sirius Potter
- Dorea Potterová – manželka Charluse Pottera, předek Potterových
- Ginny Potterová – viz Ginny Weasleyová
- Lily Potterová
- Lily Lenka Potterová
- Fabián Prewett
- Gideon Prewett
- Ignatius Prewett – strýc Molly Weasleyové, manžel Lucretie Blackové
- Lucretia Prewettová – manželka Ignatiuse Prewetta, dcera Arcturuse Blacka II. a Melanie Macmillanové
- Molly Prewettová – viz Molly Weasleyová
- Eileen Prince-Lloydová – matka Severuse Snapea, čistokrevná čarodějka, vzala si mudlu Tobiase Snapea
- Apollyon Pringle – bradavický školník v době, kdy školu navštěvovala Molly Weasleyová
- Graham Pritchard – student Zmijozelu, který začal v roce 1994
- Pomona Prýtová
- Adrian Pucey – zmijozelský střelec
- Doris Purkissová – čarodějka zmíněná v článku o Siriusovi v Jinotaji
- Augustus Pye – léčitelský praktikant u svatého Munga
- Ludo Pytloun
- Otto Pytloun – bratr Ludo Pytlouna, Arthur Weasley mu pomohl z problémů se zákony, a tak dostal od Luda lístky na mistrovství světa ve famfrpálu, ke kterým by jinak neměl přístup

### Q
- Quigley – odrážeč irského famfrpálového mužstva
- Orla Quirkeová – studentka Havraspáru, která začala v roce 1994
- Quirinus Quirrell

### R
- Thomas Raddle
- Tom Raddle
- Tom Rojvol Raddle
- Mary Raddleová
- Patricia Rakepicková, "R" - v pořadí 5. profesorka Obrany proti černé magii ve hře, lamač kleteb v Gringottově bance, vlastní hrabáka jménem Sickleworth
- Gawain Robards – nástupce Rufuse Brouska na místě vedoucího oddělení bystrozorů
- Roberts – mudla, správce kempu na MS ve famfrpálu
- Demelza Robinsová – střelkyně nebelvírského famfrpálového týmu, o 3 roky mladší než Harry
- Augustus Rookwood – Smrtijed, předával Voldemortovi informace z ministerstva kouzel, udal ho Karkarov
- Rosier – jeden z prvních Smrtijedů, chodil s Voldemortem do školy
- Evan Rosier – Smrtijed zatčený krátce po Karkarovovi, při zatýkání zabit
- Felix Rosier - zmijozelský prefekt
- Druella Rosierová – viz Druella Blacková
- madam Rosmerta
- Rotfang – vůdce spiknutí, zmínila se o něm Lenka na Křiklanově večírku
- Thorfinn Rowle – omylem zabit dalším Smrtijedem Gibbonem v Bradavicích, napadl Harryho, Rona a Hermionu na Tottenham Court Road
- Albert Runcorn – ačkoli není uvedeno, jestli je Smrtijed, Smrtijedy podporuje. Odhalil falešný rodokmen Dirka Creswella. Harry použil jeho vlasy do mnoholičného lektvaru, aby se v sedmém díle dostal na ministerstvo.
- Barry Ryan – brankář irského famfrpálového týmu

### Ř
- Humphrey Říhal – čaroděj, který se domníval, že je čas na vynález sýrového kotlíku

### S
- Sanguini – upír, přítel Eldreda Worpleho, v šestém díle byl na večírku Křikova klubu
- Savage – bystrozor
- Lorcan Scamander – syn Lenky a Rolfa Scamanderových, dvojče Lysandera Scamandera
- Lysander Scamander – syn Lenky a Rolfa Scamanderových, dvojče Lorcana Scamandera
- „Mlok“ Newton Artemis Fido Scamander – autor knihy Fantastická zvířata a kde je najít
- Rolf Scamander – manžel Lenky Láskorádové, vnuk Mloka Scamandera
- Lenka Scamanderová – viz Lenka Láskorádová
- Porpentina Scamanderová – manželka Mloka Scamandera, babička Rolfa Scamandera
- Selwyn – Smrtijed, napadl Harryho a Hagrida, když utíkali od Dursleyových, mučil Xenofilia Láskoráda
- Stan Silnička
- Aurora Sinistra – profesorka astronomie, žádná hodina astronomie nebyla nikdy v knize popsána
- Barty Skrk ml.
- Barty Skrk st.
- Caspar Skrk – manžel Charis Skrkové, pravděpodobně předek Bartyho Skrka
- Skrková – za pomoci svého muže a mnoholičného lektvaru se nechala krátce před svou smrtí uvěznit místo svého syna do Azkabanu
- Charis Skrková – manželka Caspara Skrka, pravděpodobně předek Bartyho Skrka
- Jack Sloper – po odchodu Weasleyových dvojčat odrážec famfrpálového týmu (1996).
- Enid Smeeková – zdroj Rity Holoubkové pro životopis Albuse Brumbála
- Hippokrates Smethwyck – vedoucí léčitel u svatého Munga
- Zachariáš Smith
- Hepziba Smithová
- Severus Snape
- Tobias Snape – otec Severuse Snapea, manžel Eileen Snapeové
- Eileen Snapeová – viz Eileen Prince-Lloydová
- Merula Snydeová - podle svých slov Nejmocnější čarodějka Bradavic, Zmijozel
- Alice Spinnetová
- Stebbins – narozen 1960, bradavický student. Při testech N.K.Ú odmítal po uplynutí času přestat psát.
- Stebbins – bradavický student (Mrzimor) od roku 1990. Byl na plese s S.Fawcett z Havraspáru.
- Patricia Stimpsonová – narozena 1978. Studentka, která nastoupila do Bradavic v roce 1989, před NKÚ často omdlévala
- Arsenius Stopečka – autor dvou knih: Kouzelnické odvary a lektvary a Obrana proti černé magii.
- Miriam Stroutová – léčitelka u svatého Munga
- Billy Stubbs – byl ve stejném dětském domově jako Tom Raddle
- Summers – student Mrzimoru během Harryho studia. V roce 1994 se pokusil překročit věkovou hranici vytvořenou Brumbálem kolem Ohnivého poháru. Neuspěl a skončil v nemocnici s dlouhým, bílým plnovousem.

### Š
- Fenrir Šedohřbet
- D.J. Šídlo Žil v Didsbury. Byl to pravděpodobně průměrný kouzelník, který zvládal jen slabá kouzla, pročež byl své žene k smíchu. Pomohl mu kurz rychločar a on posléze uspěl při proměně své ženy v jaka.
- Wilbert Šmíral – autor Teorie obranných kouzel

### T
- Dean Thomas
- Agáta Timmsová – majitelka úhoří farmy, vsadila se na MS ve famfrpálu s Ludem Pytlounem
- Sturgis Tobolka – narozen 1957. Byl členem Fénixova řádu, bojoval v obou válkách, Byl členem "Advance Guard". V roce 1995 se pokusil proniknout na Ministerstvo kouzel na Obor záhad. (byl pod kletbou Impérius, seslanou Smrtijedy). Následně byl na 6 měsíců uvězněn v Azkabanu.
- Tofty – zkoušející u NKÚ
- Ted Tonks
- Andromeda Tonksová
- Nymfadora Tonksová
- Kenneth Towler – student, který nastoupil v roce 1989
- Travers – Smrtijed, podílel se na zavraždění McKinnonových. Během Bitby o Bradavice byl viděn, jak bojuje s Parvati Patilovou, ta ho omráčila.
- Kassandra Trelawneyová – pra-prababička Sibyly Trelawneyové, slavná jasnovidka
- Sibyla Trelawneyová
- Quentin Trimble – profesor, autor "Černé magie – příručky sebeobrany" pro první ročník studia v Bradavicích, byl ředitelem Bradavické školy.
- Troy – střelec irského famfrpálového mužstva na Famfrpálovém mistrovství světa 1994. Vstřelil první branku na tomto mistrovství.
- Lisa Turpinová – narozena 1980, studentka Havraspáru ve stejném ročníku jako Harry

### U
- Dolores Jane Umbridgeová
- Urquhart – kapitán zmijozelského famfrpálového týmu ve školním roce 1996/97

### V
- Vaisey – střelec zmijozelského famfrpálového týmu
- Emmelina Vanceová – pomáhala Harrymu uniknout v pátém díle od Dursleyových, zabita Smrtijedy v šestém díle
- Romilda Vaneová
- Septima Vectorová – profesorka věštění z čísel
- Volkov – odrážeč bulharského famfrpálového týmu
- Vulčanov – odrážeč bulharského famfrpálového týmu
- Phyllida Výtrusová – autorka Tisíce kouzelnických bylin a hub

### W
- Adalbert Waffling – autor Teorie kouzelnického umění
- Celestýna Warbecková – oblíbená kouzelnická zpěvačka paní Weasleyové
- Warrington – střelec zmijozelského famfrpálového družstva
- Arthur Weasley
- Bilius Weasley – strýc Weasleyových dětí, bratr Arthura Weasleyho, zemřel po tom, co viděl smrtonoše
- Bill Weasley
- Dominique Weasley – syn Billa a Fleur Weasleyových
- Fred Weasley
- Fred Weasley – syn George a Angeliny Weasleyových
- George Weasley
- Hugo Weasley
- Charlie Weasley
- Louis Weasley – syn Billa a Fleur Weasleyových
- Ronald Bilius Weasley
- Percy Weasley
- Angelina Weasleyová – viz Angelina Johnsonová
- Audrey Weasleyová – manželka Percyho Weasleyho
- Cedrella Weasleyová – manželka Septima Weasleyho, matka Arthura Weasleyho, dcera Arcturuse Blacka I. a Lyssandry Yaxleyové
- Fleur Weasleyová – viz Fleur Delacourová
- Ginny Weasleyová
- Hermiona Weasleyová – viz Hermiona Grangerová
- Lucy Weasleyová – dcera Percyho a Audrey Weasleyových
- Molly Weasleyová
- Molly Weasleyová – dcera Percyho a Audrey Weasleyových
- Rose Weasleyová
- Roxanne Weasleyová – dcera George a Angeliny Weasleyových
- Victoire Weasleyová
- Eric Whalley – byl ve stejném dětském domově jako Tom Raddle
- Kevin Whitby – student, který začal v roce 1994
- Wilkes – Smrtijed, zabit bystrozory během první války
- Williamson – bystrozor
- Gilbert Wimple – zaměstnanec výboru pro pokusná kouzla
- Talbott Winger - havraspárský student, zvěromág, umí se proměnit v dravce
- '"Winky'"-domácí skřítek Bartyho Skrka (ve čtvrtém díle)
- Oliver Wood
- Eldred Worple – člen Křikova klubu, autor knihy Pokrevní bratři: Můj život mezi upíry
- Bowman Wright – vynálezce Zlatonky, žil v Godrikově dole

### Y
- Yaxley
- Lysandra Yaxleyová – viz Lysandra Blacková

### Z
- Blaise Zabini
- Ladislaw Zamojski – střelec polského famfrpálového týmu
- Rose Zellerová – studentka Mrzimoru, která nastoupila v roce 1995
- Salazar Zmijozel
- Zograf – brankář bulharského famfrpálového mužstva
- Záviš Zpátečník – ministerstvem obviněn, později osvobozen díky tomu, že oznámil Dolores Umbridgeové vznik Brumbálovy armády

## Postavy bez příjmení nebo s neznámým příjmením
Seznam je řazený abecedně dle známého jména v českém překladu.

### A
- Agnes – pacientka u svatého Munga v době, kdy tam byl pan Weasley
- Akromantule – název obřích pavouků žijících v zapovězeném lese, jsou nadměrně velcí a jejich jed je velice cenný, jsou inteligentnější než obyčejný pavouk a až na svou velikost se od nich neliší
- Algie – Nevillův prastrýc, dal mu Trevora a Mimbulus Mimbletonia, v 8 letech ho pustil z okna a rodina konečně uvěřila, že Neville není moták
- Aragog – akromantule, Hagridův pavoučí přítel
- Archie – kouzelník, který si na MS ve famfrpálu oblékl mudlovskou dámskou noční košili
- Arcus – pravděpodobný majitel bezové hůlky
- Arnold – trpaslenka Ginny Weasleyové

### B
- Bane – kentaur ze Zapovězeného lesa
- Barnabáš Blouznivý – osoba pokoušející se naučit trolly balet zobrazená na gobelínu v Bradavicích
- Basil – zaměstnanec ministerstva, na MS ve famfrpálu měl skotskou sukni a pončo
- bazilišek Salazara Zmijozela
- Bogrod – skřet, který pracoval u Gringottových
- Boris Bezradný – za jeho sochou je vchod do koupelny prefektů
- Buclatá dáma – obraz u vchodu do nebelvírské věže

### C
- Cecílie – mladá přítelkyně Toma Raddlea st.

### Č
- Červíček – viz Petr Pettigrew
- Čmuchal – druhá přezdívka Siriuse Blacka

### D
- Derek – student, který zůstal v Harryho třetím ročníku o vánočních svátcích v Bradavicích
- Dobby – domácí skřítek
- Dráp – Hagridův obří bratr, pomohl při bitvě o Bradavice
- Dvanácterák – viz James Potter

### E
- Elfric Horlivý – zmíněn v prvním díle
- Emerich Zlý – majitel bezové hůlky, zavražděn Nikodémem Neblahým
- Errol – sova Weasleyových

### F
- Fawkes – fénix Albuse Brumbála
- Fergus – bratranec Seamuse Finnigana, přemisťuje se před ním jen, aby ho naštval
- Firenze
- Ford Anglia

### G
- Golgomath – obr
- Gordon – kamarád Dudleye Dursleyho
- Gornuk – skřet, který utekl po nástupu Voldemorta k moci
- Griphook – skřet, který Harryho vedl poprvé u Gringottových ke trezoru a pomáhal mu v sedmém díle

### H
- Hedvika
- Hermes – sova Percyho Weasleyho, nikomu ji nechtěl půjčovat, neboť ji potřeboval k vyřizování pracovních záležitostí
- Hokey – domácí skřítka čarodějky Hepziby Smithové, Hokeyinu vzpomínku v šestém díle použil Albus Brumbál, aby Harrymu ukázal, jak Hepzibu zabil a okradl Tom Raddle a z jejích cenností vytvořil některé ze svých viteálů

### Ch
- Chloupek – trojhlavý pes, který hlídal vstup ke kameni mudrců.

### J
- - Jakub - bratr hráče Harry Potter: Hogwarts Mystery, jeho příjmení se různí podle hráče
  - Jakubův sourozenec - hráč výše uvedené hry, našel svého bratra v pátém ročníku

### K
- Karkus – obr
- Klofan – Hagridův hipogryf, zranil Draca Malfoye, měl být popraven, odletěl na něm Sirius Black při útěku
- Krátura – domácí skřítek patřící rodu Blackových, po smrti Siriuse Blacka jej zdědil Harry Potter
- Krvavý baron
- Křivonožka – Hermionin kocour
- Křídlošíp – Klofan

### L
- Lancelot – bratranec Muriel, který pracoval u svatého Munga a řekl jí, že Ariana Brumbálová tam nikdy nebyla
- Leanna – kamarádka Katie Bellové
- Livius – pravděpodobný majitel bezové hůlky
- Loxias – majitel bezové hůlky, vrah Barnabáše Deverilla

### M
- Magorian – kentaur ze Zapovězeného lesa
- Marta – bydlela ve stejném dětském domově jako Tom Raddle
- Moudrý klobouk – klobouk, který rozhoduje o zařazování studentů do kolejí
- Mosag – akromantule, manželka Aragoga
- Tetička Muriel

### N
- Nagini – had lorda Voldemorta, viteál
- Náměsíčník – viz Remus Lupin
- Nikodém Neblahý – majitel bezové hůlky, vrah Emericha Zlého
- Norbert – norský ostrohřbetý drak, kterého získal Hagrid, později ho nechal poslat do Rumunska do dračí rezervace

### O
- Odo – hrdina kouzelnických písniček

### P
- Papušík – sova Rona Weasleyho, kterou dostal jako náhradu za Prašivku od Siriuse Blacka
- Prašivec – jeden z těch, co chytli Harryho, Rona a Hermionu a odvedli je do sídla Malfoyových
- Prašivka – viz Petr Pettigrew, pod tímto jménem žil jako krysa v rodině Weasleyových
- Protiva

### R
- Ragnok – skřet u Gringottových
- Ragnuk I. – skřet, který vyrobil Nebelvírův meč
- Raťafák – buldok Marge Dursleyové
- Ronan – kentaur ze Zapovězeného lesa

### S
- Sanguini – upír, přítel Eldreda Worplea
- Skoro bezhlavý Nick

### Š
- Šedá dáma

### T
- Ted – mudlovský moderátor zpráv v roce 1981
- Tesák – Hagridův pes
- Tiberius – člen Křikova klubu, strýc Cormaca McLaggena
- Tichošlápek – viz Sirius Black
- Tlustý mnich
- Torvus - kentaur ze Zapovězeného lesa
- Trevor – Nevillův žabák

### U
- Ufňukaná Uršula
- Uric Podivný – zmíněný na první hodině dějin čar a kouzel

### V
- Vendelína Výstřednice – středověká čarodějka, která se vyžívala v upalování, Rowanina/ova oblíbená
- Verity – prodavačka v Kratochvilných Kouzelnických Kejklích
- Violeta – přítelkyně Buclaté dámy, často ji navštěvovala v jejím obrazu
- Lord Voldemort
- Vrba mlátička – kouzelný strom

### W
- Wakanda – zaměstnankyně Ministerstva kouzel
- Winky – domácí škřítka

### Y
- Yvonne – kamarádka Petunie Dursleyové

### Z
- Zachariáš Zadumaný – socha v Bradavicích